# Чемпіонат світу з легкої атлетики 2019 — біг на 1500 метрів (жінки)

Фініш фінального забігу

Змагання з бігу на 1500 метрів серед жінок на Чемпіонаті світу з легкої атлетики 2019 у Досі проходили 2-3 та 5 жовтня на стадіоні «Халіфа».

## Напередодні старту
На початок змагань основні рекордні результати були такими:
| WR | Гензебе Дібаба (ETH)  | 3.50,07 | Фонв'єй  | 17 липня 2015  |
| CR | Тетяна Томашова (RUS) | 3.58,52 | Сен-Дені | 31 серпня 2003 |
| WL | Сіфан Гассан (NED)    | 3.55,30 | Фонв'єй  | 12 липня 2019  |

Первісно вважалось, що лідер сезону на цій дистанції Сіфан Гассан буде виступати на чемпіонаті на дистанціях 5000 та 10000 метрів. З огляду на те, що наступна за нею в рейтингу сезону Гензебе Дібаба пропускала чемпіонат через травму, основною претенденткою на чемпіонство вважалась британка Лора М'юр.

## Результати

### Попередні забіги
Найкращий час за підсумками трьох забігів показала Сіфан Гассан (4.03,88). До півфінальних забігів проходили перші шестеро з кожного забігу та шестеро найшвидших за часом з тих, які посіли у забігах місця, починаючи з сьомого.
Найкращою за підсумками двох півфінальних забігів була Дженніфер Сімпсон (4.00,99). До фіналу проходили перші п'ятеро з кожного забігу та двоє найшвидших за часом з тих, які посіли у забігах місця, починаючи з шостого.

### Фінал
У фіналі поза конкуренцією була Сіфан Гассан, яка здобула на чемпіонаті друге «золото» після перемоги на дистанції 10000 метрів.
| Місце | Атлетка                       | Час     | Примітки |
| ----- | ----------------------------- | ------- | -------- |
| 1     | Сіфан Гассан (NED)            | 3.51,95 | CR       |
| 2     | Фейт Кіп'єгон (KEN)           | 3.54,22 | NR       |
| 3     | Гудаф Цегай (ETH)             | 3.54,39 | PB       |
| 4     | Шелбі Гуліган (USA)           | 3.54,99 | AR       |
| 5     | Лора М'юр (GBR)               | 3.55,76 | SB       |
| 6     | Габріела Дебюс-Стаффорд (CAN) | 3.56,12 | NR       |
| 7     | Вінні Чебет (KEN)             | 3.58,20 | PB       |
| 8     | Дженніфер Сімпсон (USA)       | 3.58,42 | SB       |
| 9     | Рабабе Арафі (MAR)            | 3.59,93 |          |
| 10    | Сіара Магіен (IRL)            | 4.00,15 | PB       |
| 11    | Вінні Наньйондо (UGA)         | 4.00,63 |          |
| 12    | Ніккі Гілтц (USA)             | 4.06,68 |          |